# Těchonín
Těchonín település Csehországban, az Ústí nad Orlicí-i járásban. Těchonín Jamné nad Orlicí, Lichkov, Sobkovice, Králíky, Studené, Mladkov és Orličky településekkel határos. Lakosainak száma 596 fő (2024. január 1.).

## Népesség
A település lakosságának változását az alábbi diagram mutatja:
| Lakosok száma | 1850 | 1908 | 1274 | 1175 | 836  | 646  | 585  | 584  | 590  | 596  |
|               | 1869 | 1890 | 1921 | 1950 | 1980 | 2001 | 2017 | 2019 | 2022 | 2024 |